# Белорусская аграрная партия
Белорусская аграрная партия (бел. Беларуская агра́рная па́ртыя) — белорусская политическая партия аграрного толка. Существовала с 1992 по 2023 год.
На парламентских выборах 1995 года партия получила 34 места в парламенте, в 2000 году — 5 мест, в 2004 году — 3 места, в 2008 году — 1 место, в 2012 году — 1 место.
11 августа 2023 года Верховный Суд Беларуси ликвидировал Белорусскую аграрную партию.

## История
13 июня 1992 года партия была создана, первое время носила название «Объединенная аграрно-демократическая партия Беларуси».
В Верховном Совете Беларуси XIII созыва она сформировала крупную фракцию из 34 депутатов, а лидер партии Семен Шарецкий был избран спикером.
Конституционный кризис 1996 года расколол партию на тех, кто поддержал Лукашенко, и тех, кто вместе с Семеном Шарецким  (первый председатель партии) остался в Верховном Совете. IV партийный съезд в конце марта 2000 года заявил о намерении сотрудничать с властью и выбрал председателем Михаила Шиманского.
С. Шарецкий не признал итогов конституционного референдума 1996 г. и не подчинился решению о роспуске Верховного Совета. В качестве главы признаваемого Западом легитимного законодательного органа С. Шарецкий в июле 1999 г. был принят в Литве, где пробыл в течение двух лет. В июле 2001 г. С. Шарецкий уехал в США и прекратил политическую деятельность.
22 сентября 1999 года партия прошла перерегистрацию.
12 июня 2009 года Министерство юстиции Беларуси вынесло письменное предупреждение, в связи с тем, что партия не представила в министерство информацию о своей деятельности.